# Margaret Beauchamp di Bletso

Stemma di Margaret Beauchamp.

Margaret Beauchamp (1º gennaio 1405/1406 – 8 agosto 1482) è stata una nobile inglese, e duchessa di Somerset.

## Biografia
Era figlia di John Beauchamp, di Bletso e Edith Stourton.
Venne data in sposa attorno al 1425 a Sir Oliver St John, figlio di John St John e Elizabeth Paullet. Dall'unione nacquero sei figli:
- Sir John St John (1426–1488), sposato con Alice Bradshaigh, figlia di Thomas Bradshaigh.
- Oliver St John (prima del 1437 – Fuenterrabía, Navarre, 10 aprile 1497), sposato con Elizabeth Scrope (1503 – 1503), figlia di Henry Scrope, IV Barone Scrope.
- Edith St John, sposata con Sir Geoffrey Pole.
- Elizabeth St John, sposata con William la Zouche, V Barone Zouche, VI Barone St Maur e poi con John Scrope, V Baron Scrope.
- Mary St John, sposata con Richard Frogenhall.
- Agnes St John, sposata con David Malpas.

Nel 1437 rimase vedova e si risposò due anni dopo con John Beaufort, I duca di Somerset a cui diede una figlia destinata ad essere madre del primo re della dinastia Tudor Enrico VII d'Inghilterra:
- Margaret Beaufort, contessa di Richmond e Derby, sposata con Edmund Tudor, I conte di Richmond.

Dopo la morte di Somerset, si sposò una terza volta il 14 aprile 1447 con Lionel de Welles, VI Barone Welles che più tardi divenne Lord Luogotenente d'Irlanda. A Lionel diede altri due figli:
- John Welles, I visconte Welles, che sposò Cecilia di York, figlia di Edoardo IV d'Inghilterra;
- Cecily de Welles, che sposò Sir Robert Willoughby di Parham.

Il suo terzo marito morì nel marzo 1461 nella battaglia di Towton. Margaret non si risposò mai più.

## Ascendenza
|                                                   |                     |                     | Genitori          |  |  | Nonni |  |  | Bisnonni           |  |  | Trisnonni                                     |  |
|                                                   |                     |                     |                   |  |  |       |  |  | Roger de Beauchamp |  |  | Roger Beauchamp, I barone Beauchamp di Bletso |  |
|                                                   |                     |                     |                   |  |  |       |  |  | Roger de Beauchamp |  |  | Roger Beauchamp, I barone Beauchamp di Bletso |  |
|                                                   |                     | Sibyl de Patteshull |                   |  |  |       |  |  | Roger de Beauchamp |  |  |                                               |  |
| Roger de Beauchamp, II barone Beauchamp di Bletso |                     |                     |                   |  |  |       |  |  | Roger de Beauchamp |  |  |                                               |  |
|                                                   |                     | Joan de Clopton     | Walter de Clopton |  |  |       |  |  |                    |  |  |                                               |  |
|                                                   |                     | Joan de Clopton     | Walter de Clopton |  |  |       |  |  |                    |  |  |                                               |  |
|                                                   |                     | Joan de Clopton     | Alice FitzHugh    |  |  |       |  |  |                    |  |  |                                               |  |
| John Beauchamp, III barone Beauchamp di Bletso    |                     | Joan de Clopton     |                   |  |  |       |  |  |                    |  |  |                                               |  |
|                                                   |                     | …                   | …                 |  |  |       |  |  |                    |  |  |                                               |  |
|                                                   |                     | …                   | …                 |  |  |       |  |  |                    |  |  |                                               |  |
|                                                   |                     | …                   | …                 |  |  |       |  |  |                    |  |  |                                               |  |
| Mary                                              |                     | …                   |                   |  |  |       |  |  |                    |  |  |                                               |  |
|                                                   |                     | …                   | …                 |  |  |       |  |  |                    |  |  |                                               |  |
|                                                   |                     | …                   | …                 |  |  |       |  |  |                    |  |  |                                               |  |
|                                                   |                     | …                   | …                 |  |  |       |  |  |                    |  |  |                                               |  |
| Margaret Beauchamp                                |                     | …                   |                   |  |  |       |  |  |                    |  |  |                                               |  |
|                                                   | William de Stourton | Ralph de Stourton   |                   |  |  |       |  |  |                    |  |  |                                               |  |
|                                                   | William de Stourton | Ralph de Stourton   |                   |  |  |       |  |  |                    |  |  |                                               |  |
|                                                   | William de Stourton | Alice de Berkeley   |                   |  |  |       |  |  |                    |  |  |                                               |  |
| John Stourton, lord Stourton                      | William de Stourton |                     |                   |  |  |       |  |  |                    |  |  |                                               |  |
|                                                   |                     | Joan de Vernon      | …                 |  |  |       |  |  |                    |  |  |                                               |  |
|                                                   |                     | Joan de Vernon      | …                 |  |  |       |  |  |                    |  |  |                                               |  |
|                                                   |                     | Joan de Vernon      | …                 |  |  |       |  |  |                    |  |  |                                               |  |
| Edith Stourton                                    |                     | Joan de Vernon      |                   |  |  |       |  |  |                    |  |  |                                               |  |
|                                                   |                     | …                   | …                 |  |  |       |  |  |                    |  |  |                                               |  |
|                                                   |                     | …                   | …                 |  |  |       |  |  |                    |  |  |                                               |  |
|                                                   |                     | …                   | …                 |  |  |       |  |  |                    |  |  |                                               |  |
| Alice                                             |                     | …                   |                   |  |  |       |  |  |                    |  |  |                                               |  |
|                                                   |                     | …                   | …                 |  |  |       |  |  |                    |  |  |                                               |  |
|                                                   |                     | …                   | …                 |  |  |       |  |  |                    |  |  |                                               |  |
|                                                   |                     | …                   | …                 |  |  |       |  |  |                    |  |  |                                               |  |
|                                                   |                     | …                   |                   |  |  |       |  |  |                    |  |  |                                               |  |